# Stortyskland
Den stortyske løsning eller Stortyskland (tysk Großdetusche Lösung el. Großdeutschland) er et begreb, som stammer fra midten af det 19. århundrede, hvor Tyskland bestod af en lang række små og store konge- og fyrstedømmer. I forbindelse med bestræbelserne på at samle de tyske stater gik diskussionen på, om man skulle tilstræbe en stortysk eller en lilletysk løsning. Forskellen var Østrig, som ikke var med i den lilletyske model. Diskussionen må derfor ses på baggrund af den tyske dualisme med de to tyske storstater Østrig og Preussen, der konstant kæmpede om indflydelse i de tyske områder og Centraleuropa. Mens Østrig favoriserede den stortyske løsning, ønskede Preussen en lilletysk løsning uden det katolske Østrig og med Preussen som den ledende tyske stat. Da Østrig-Ungarn rummede store områder, som ikke var tysksprogede, ville en stortysk løsning have betydet, at et samlet Tyskland kom til at rumme store sproglige minoritetsgrupper. 

## Stortyskland under 2. verdenskrig
Stortyskland blev under 2. verdenskrig den officielle betegnelse for Tyskland, og var altså ikke et begreb nazisterne havde opfundet.  
Navneændringen skete ved beslutning RK 7669 E, som blev offentliggjort den 26. juni 1943 af chefen for  Rigskancelliet. Det blev ikke markeret, men ændringen kunne bl.a. ses på frimærkerne, som fik ny landebetegnelse. Uofficielt blev betegnelsen brugt allerede fra Østrigs indlemmelse (Anschluss) i Tyskland  i 1938. Allerede i august 1940 var næsten alle tysksprogede områder, bortset fra Schweiz, Sydtyrol og nogle områder på  Balkan) indlemmet i det tyske rige. 